# アヴェンチュラ
アヴェンチュラ (Aventura、2008年3月7日 - ) は日本の競走馬である。主な勝ち鞍は2011年の秋華賞。馬名の意味はイタリア語で「冒険（伊: aventura）」。

## 経歴

### 2歳
2010年6月20日に阪神競馬場の2歳新馬戦でデビュー。このレースにはディープインパクト産駒初の出走となるシュプリームギフトや後のニュージーランドトロフィー勝ち馬のエイシンオスマンといった評判馬が出走しており、そのなかでアヴェンチュラは単勝3.7倍の2番人気に支持された。レースは中団を進み、直線では上がり3ハロン34秒4の末脚を繰り出し3馬身1/2の差で快勝した。2戦目の重賞初挑戦となった10月2日札幌競馬場の札幌2歳ステークスは2番人気で出走、レースでは中団後方から脚を伸ばしたがオールアズワンの2着だった。その後、12月12日阪神の阪神ジュベナイルフィリーズではスタートで出遅れ後方からレースを進んだがスローペースが響き4着になった。その後、右前第三手根骨が判明し、長期休養に入った。

### 3歳

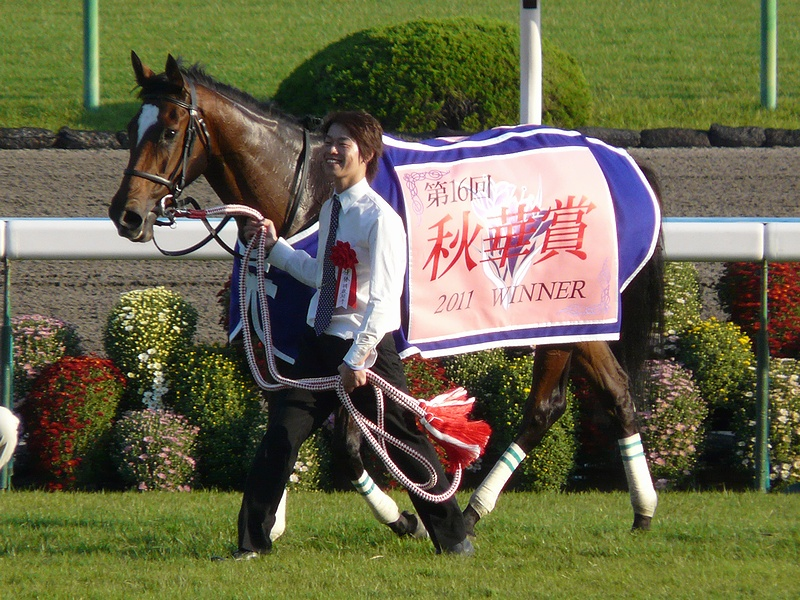

復帰初戦となった2011年7月30日の漁火ステークスでは道中好位の4番手を進み、直線で先頭に立つとシルクアーネストの追走を3馬身差で抑え2勝目となった。8月14日のクイーンステークスではコスモネモシンをクビ差抑え、重賞初勝利となった。クイーンステークスから直行した秋華賞では、当初はエドガー・プラードが騎乗予定だったが、岩田康誠に変更となった。2番人気に支持され、メモリアルイヤーの大逃げというレース展開から最後の直線で早めに抜け出すとキョウワジャンヌ、1番人気のホエールキャプチャの追走を封じて1着となり、GI初制覇を果たした。11月13日のエリザベス女王杯では好位の7番手で脚を溜め直線で外から襲い掛かるが、後方から脚を伸ばしたスノーフェアリーにかわされクビ差の2着となった。後日、競走中に両第3手根骨々折を発症していたことが判明した。その後も復帰に向けて準備を進めたものの左前第3手骨骨折が判明し、復帰に時間がかかることから2012年6月15日付で競走馬登録を抹消。引退後は、ノーザンファームで繁殖馬となった。

## 競走成績
以下の内容は、netkeiba.comの情報に基づく。
| 競走日     | 競馬場 | 競走名           | 格       | 距離（馬場）  | 頭 数 | 枠 番 | 馬 番 | オッズ （人気） | 着順 | タイム （上り3F） | 着差 | 騎手     | 斤量 | 1着馬（2着馬）       |
| ---------- | ------ | ---------------- | -------- | ------------- | ----- | ----- | ----- | --------------- | ---- | ----------------- | ---- | -------- | ---- | -------------------- |
| 2010.06.20 | 阪神   | 2歳新馬          |          | 芝1600m（良） | 12    | 2     | 2     | 3.7（2人）      | 1着  | 1:35.7（34.4）    | -0.6 | 福永祐一 | 54   | （エイシンオスマン） |
| 0000.10.02 | 札幌   | 札幌2歳S         | GIII     | 芝1800m（良） | 14    | 7     | 11    | 4.5（2人）      | 2着  | 1:49.9（35.7）    | -0.1 | 池添謙一 | 54   | オールアズワン       |
| 0000.12.12 | 阪神   | 阪神JF           | GI       | 芝1600m（良） | 18    | 1     | 1     | 9.9（3人）      | 4着  | 1:36.1（34.1）    | -0.4 | 和田竜二 | 54   | レーヴディソール     |
| 2011.07.30 | 函館   | 漁火S            | 1600万下 | 芝1800m（良） | 12    | 4     | 4     | 3.3（2人）      | 1着  | 1:47.9（35.4）    | -0.4 | 池添謙一 | 52   | （シルクアーネスト） |
| 0000.08.14 | 札幌   | クイーンS        | GIII     | 芝1800m（良） | 14    | 6     | 9     | 2.7（1人）      | 1着  | 1:46.6（35.5）    | -0.0 | 池添謙一 | 52   | （コスモネモシン）   |
| 0000.10.16 | 京都   | 秋華賞           | GI       | 芝2000m（稍） | 18    | 2     | 4     | 3.1（2人）      | 1着  | 1:58.2（34.9）    | -0.2 | 岩田康誠 | 55   | （キョウワジャンヌ） |
| 0000.11.13 | 京都   | エリザベス女王杯 | GI       | 芝2200m（良） | 18    | 1     | 1     | 4.8（2人）      | 2着  | 2:11.6（34.2）    | -0.0 | 岩田康誠 | 54   | スノーフェアリー     |

## 繁殖成績
|       | 馬名               | 生年   | 性 | 毛色   | 父                       | 馬主                                              | 厩舎                                                           | 戦績                   | 出典   |
| ----- | ------------------ | ------ | -- | ------ | ------------------------ | ------------------------------------------------- | -------------------------------------------------------------- | ---------------------- | ------ |
|       | 不受胎             | 2014年 |    |        | クロフネ                 |                                                   |                                                                |                        | [ 6 ]  |
| 初仔  | デサフィアンテ     | 2015年 | 牝 | 黒鹿毛 | キングカメハメハ         | （有）キャロットファーム                          | 栗東・角居勝彦 →栗東・中竹和也 →栗東・角居勝彦 →美浦・稲垣幸雄 | 13戦0勝 （引退・繁殖） | [ 9 ]  |
| 2番仔 |                    | 2016年 | 牡 | 黒鹿毛 | ハービンジャー           |                                                   |                                                                | 不出走                 | [ 10 ] |
| 3番仔 | カイザーライン     | 2017年 | 牡 | 黒鹿毛 | エピファネイア           | （有）キャロットファーム                          | 栗東・藤原英昭                                                 | 4戦1勝（引退）         | [ 11 ] |
| 4番仔 | サファル           | 2018年 | 騸 | 黒鹿毛 | キングカメハメハ         | （有）キャロットファーム                          | 美浦・木村哲也 →美浦・岩戸孝樹 →美浦・木村哲也 →美浦・黒岩陽一 | 11戦1勝（引退）        | [ 12 ] |
|       | 不受胎             | 2019年 |    |        | キングカメハメハ         |                                                   |                                                                |                        | [ 6 ]  |
| 5番仔 | トラヴォルジェンテ | 2020年 | 牡 | 鹿毛   | ロードカナロア           | （有）キャロットファーム →(株) ファーストビジョン | 栗東・安田隆行 →園田・三宅直之                                 | 40戦1勝（現役）        | [ 13 ] |
| 6番仔 | アクセッション     | 2021年 | 牝 | 栗毛   | レイデオロ               | 吉田和美                                          | 道営・櫻井拓章                                                 | 1戦0勝（引退・繁殖）   | [ 14 ] |
| 7番仔 | ナヴィガトーレ     | 2022年 | 牡 | 鹿毛   | ロードカナロア           | （有）キャロットファーム                          | 美浦・田村康仁                                                 | 1戦0勝（現役）         | [ 15 ] |
| 8番仔 |                    | 2023年 | 牡 | 栗毛   | ブリックスアンドモルタル |                                                   |                                                                | デビュー前             | [ 16 ] |

- 情報は2025年4月18日現在[6]。

## 血統表
| アヴェンチュラの血統            | アヴェンチュラの血統                                 | アヴェンチュラの血統 | （血統表の出典）    | （血統表の出典） |
| 父系                            | ゼダーン系                                           | ゼダーン系           | ゼダーン系          |                  |
| 父 ジャングルポケット 1998 鹿毛 | 父の父*トニービン Tony Bin 1983 鹿毛                 | *カンパラ            | Kalamoun            | Kalamoun         |
| 父 ジャングルポケット 1998 鹿毛 | 父の父*トニービン Tony Bin 1983 鹿毛                 | *カンパラ            | State Pension       |                  |
| 父 ジャングルポケット 1998 鹿毛 | 父の父*トニービン Tony Bin 1983 鹿毛                 | Severn Bridge        | Hornbeam            | Hornbeam         |
| 父 ジャングルポケット 1998 鹿毛 | 父の父*トニービン Tony Bin 1983 鹿毛                 | Severn Bridge        | Priddy Fair         |                  |
| 父 ジャングルポケット 1998 鹿毛 | 父の母*ダンスチャーマー Dance Charmer 1990 黒鹿毛    | Nureyev              | Northern Dancer     | Northern Dancer  |
| 父 ジャングルポケット 1998 鹿毛 | 父の母*ダンスチャーマー Dance Charmer 1990 黒鹿毛    | Nureyev              | Special             |                  |
| 父 ジャングルポケット 1998 鹿毛 | 父の母*ダンスチャーマー Dance Charmer 1990 黒鹿毛    | Skillful Joy         | Nodouble            | Nodouble         |
| 父 ジャングルポケット 1998 鹿毛 | 父の母*ダンスチャーマー Dance Charmer 1990 黒鹿毛    | Skillful Joy         | Skillful Miss       |                  |
| 母 アドマイヤサンデー 1995 鹿毛 | 母の父*サンデーサイレンス Sunday Silence 1986 青鹿毛 | Halo                 | Hail to Reason      | Hail to Reason   |
| 母 アドマイヤサンデー 1995 鹿毛 | 母の父*サンデーサイレンス Sunday Silence 1986 青鹿毛 | Halo                 | Cosmah              |                  |
| 母 アドマイヤサンデー 1995 鹿毛 | 母の父*サンデーサイレンス Sunday Silence 1986 青鹿毛 | Wishing Well         | Understanding       | Understanding    |
| 母 アドマイヤサンデー 1995 鹿毛 | 母の父*サンデーサイレンス Sunday Silence 1986 青鹿毛 | Wishing Well         | Mountain Flower     |                  |
| 母 アドマイヤサンデー 1995 鹿毛 | 母の母*ムーンインディゴ Moon Indigo 1986 鹿毛        | El Gran Senor        | Northern Dancer     | Northern Dancer  |
| 母 アドマイヤサンデー 1995 鹿毛 | 母の母*ムーンインディゴ Moon Indigo 1986 鹿毛        | El Gran Senor        | Sex Appeal          |                  |
| 母 アドマイヤサンデー 1995 鹿毛 | 母の母*ムーンインディゴ Moon Indigo 1986 鹿毛        | Madelia              | Caro                | Caro             |
| 母 アドマイヤサンデー 1995 鹿毛 | 母の母*ムーンインディゴ Moon Indigo 1986 鹿毛        | Madelia              | Moonmadness         |                  |
| 母系(F-No.)                     | (FN:1-p)                                             | (FN:1-p)             | (FN:1-p)            | [ § 2 ]          |
| 5代内の近親交配                 | Northern Dancer 4×4                                  | Northern Dancer 4×4  | Northern Dancer 4×4 | [ § 3 ]          |
| 出典                            | 1. 2. 3.                                             | 1. 2. 3.             | 1. 2. 3.            | 1. 2. 3.         |

- 全兄:東京スポーツ杯2歳ステークス、共同通信杯を連勝し、皐月賞で3着に入ったフサイチホウオー。
- 全姉:阪神ジュベナイルフィリーズ、優駿牝馬を制したトールポピー。
- 半兄:全日本2歳優駿2着のナサニエル。
- 甥:京都大賞典、ジャパンカップを勝ったヴェラアズール。